# Ones
Ones è un album di raccolta della cantante statunitense Selena, pubblicato postumo nel 2002.

## Tracce
1. No quiero saber
2. Baila esta cumbia
3. Como la flor
4. La carcacha
5. Buenos amigos (feat. Álvaro Torres)
6. No debes jugar
7. La llamada
8. Amor prohibido
9. No me queda más
10. Fotos y recuerdos
11. El chico del apartamento 512
12. Bidi bidi bom bom
13. Techno Cumbia
14. Si una vez
15. Donde quiera que estés (feat. Barrio Boyzz)
16. Tú sólo tú
17. Siempre hace frio
18. I Could Fall in Love
19. Dreaming of You
20. Con tanto amor Medley